# Cantó de Vichèi Nord
El cantó de Vichèi Nord és un cantó francès del departament de l'Alier, situat al districte de Vichy. Compta amb part del municipi de Vichèi.

## Municipis
- Vichèi

## Història
| Data d'elecció                           | Identitat         | Partit        | Qualitat |
| ---------------------------------------- | ----------------- | ------------- | -------- |
| 1950-1961                                | Lucien Lamoureux  | Divers droite |          |
| 1961-1967                                | Pierre Coulon     | RPR           |          |
| 1967-1973                                | Georges Frelastre | UDF           |          |
| 1973-1994                                | Jacques Lacarin   | PCF           |          |
| 1994-                                    | Gabriel Maquin    | PRG           |          |
| les dades anteriors no són pas conegudes |                   |               |          |
|                                          |                   |               |          |

## Demografia
| 1962 | 1968 | 1975 | 1982 | 1990   | 1999   | 2007   |
| ---- | ---- | ---- | ---- | ------ | ------ | ------ |
| -    | -    | -    | -    | 13.567 | 13.007 | 12.596 |